# Altkonfessionelle Kirchen
En el contexto ecuménico, las Altkonfessionelle Kirchen 
son iglesias favorables a las tradiciones eclesiásticas. Nacen con la convicción de permanecer fieles a la iglesia original,  frente a los cambios doctrinales o estructurales. 

## Altkonfessionelle Kirchen no autónomas
- Altkatholische Iglesia
- Selbständige Evangelisch-Lutherische Kirche (SELK)
- Evangelisch-Lutherische Kirche in Baden (ELKiB)
- Christkatholische Kirche der Schweiz

Estas Altkonfessionelle Kirchen tienen su propio representante en el Consejo Federal de la Asociación de Iglesias Cristianas en Alemania (actualmente el obispo Hans-Jörg Voigt de la Iglesia Evangélica Luterana que representa también a las Altkonfessionelle Reformadas).

## Altkonfessionelle Kirchen autónomas
- Evangelisch-altreformierte Kirche in Niedersachsen (EAK)[1]
- Evangelisch-Lutherische Freikirche (ELFK)[2]
- Selbständige Evangelisch-Reformierte Kirche Heidelberg (SERK)[3]